# Calamus batanensis
Calamus batanensis är en enhjärtbladig växtart som först beskrevs av Odoardo Beccari, och fick sitt nu gällande namn av Baja-lapis. Calamus batanensis ingår i släktet Calamus och familjen Arecaceae. Inga underarter finns listade i Catalogue of Life.